# Antisuyu
Antisuyu (Quechua: „istočna četvrt”) bio je istočni dio Carstva Inka koji je graničio s današnjom regijom Gornje Amazonije u kojoj su živjeli indijanci plemena Anti, a čije ime obilježava nekoliko etničkih skupina poput Asháninki i Tsimanéa. Zajedno s regijom Chinchaysuyu sačinjavao je Hanan Suyukuna, gornju polovicu teritorija carstva.

## Opis
Antisuyu je bio drugi najmanji suyu u carstvu. Bio je smješten u Andama sjeverozapadno od Cusca, središta carstva. Po imenu lokalnih plemena je naziv dobilo i gorje Ande. Španjolski osvajači generalizirali su pojam i nazvali cijeli planinski lanac „Andama” umjesto samo istočne regije, kao što je to bio slučaj u doba Inka. Antisuyu i Chinchaysuyu bili su omeđeni granicom zapadno od ceste Inka koja se pružala od Cusca do Tambomachaya. Od Collasuyua je bio odvojen rijekom Huatanay koja je tekla kroz Cusco prema istoku doline. Većina nizinske džungle nije bila dio Tawantinsuyua. Inke kao narod nisu bile dominantna skupina samo u regiji pokrivenoj džunglom.